# Mercedes Sosa
Haydé Mercedes Sosa (přezdívka La Negra; 9. července 1935, San Miguel de Tucumán – 4. října 2009, Buenos Aires) byla argentinská zpěvačka.

## Biografie
V roce 1950 vyhrála pěveckou soutěž pořádanou místní rozhlasovou stanicí. Své první album nazvané La Voz de la Zafra vydala v roce 1959. Následovala řada dalších. V roce 1967 absolvovala turné po Spojených státech amerických a Evropě. V sedmdesátých letech vydala dvě konceptuální alba složené s písní s hudbou Ariela Ramíreze a texty Félixe Luny nazvaná Cantata Sudamericana a Mujeres Argentinas.
Ve svém repertoáru měla např. skladby svého krajana Atahualpy Yupanquie, Chilanky Violety Parra nebo Kubánce Silvia Rodrígueze.